# Bithia

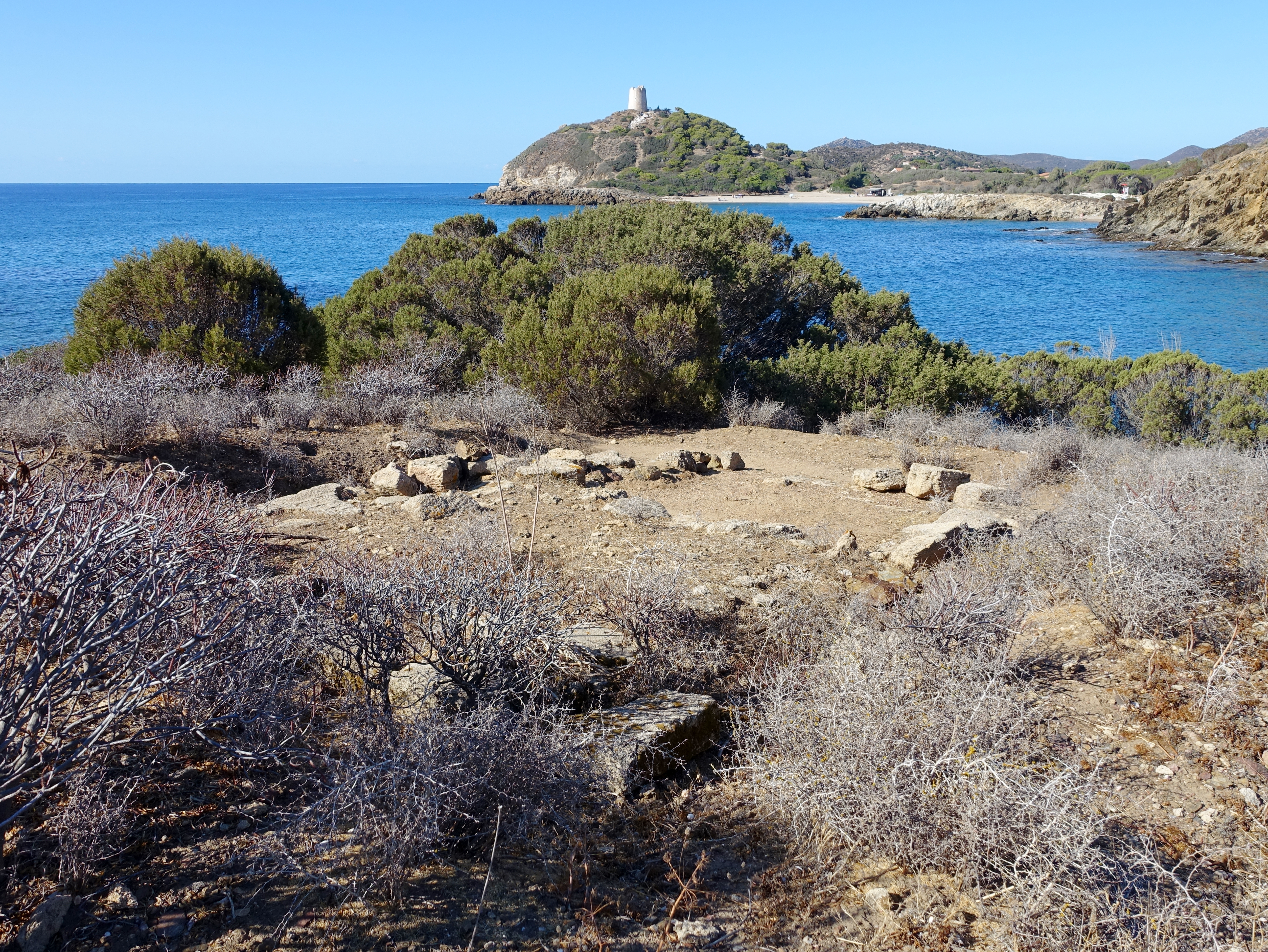
Küste von Bithia

Bithia oder Bitia war eine Stadt des Altertums an der Südküste der italienischen Insel Sardinien. Sie wurde von Plinius dem Älteren als Bitia und von Claudius Ptolemäus als Bithia (Βιθία πόλις und Βιθία λιμήν) erwähnt.
Die phönizische Gründung an der Mündung des kleinen Flusses mit dem heutigen Namen Riu di Chia war etwa 1100 Jahre bewohnt und wurde zu Beginn des 5. Jahrhunderts aufgegeben. Die wenigen Überreste befinden sich unterhalb des mittelalterlichen Wehrturmes Torre di Chia, westlich des Turmes zwischen dem Strand Spiaggia della Colonia und dem Strandsee Stagno di Chia sowie auf der unmittelbar der Küste vorgelagerten Insel Su Cardolinu im Osten. Die archäologischen Fundplätze liegen im Gemeindegebiet von Domus de Maria an der Costa del Sud.

## Forschungsgeschichte

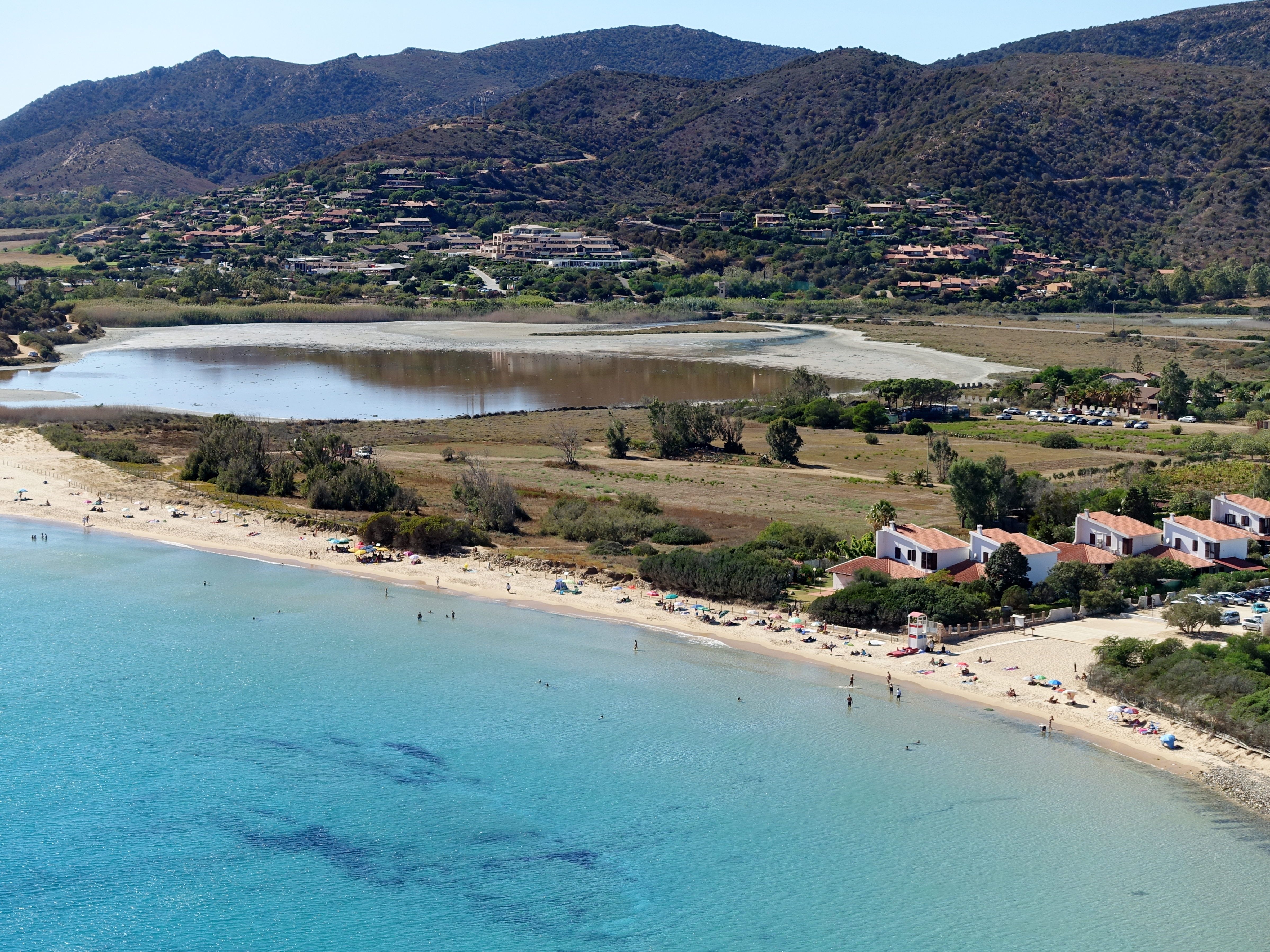
Lage der westlichen Nekropole

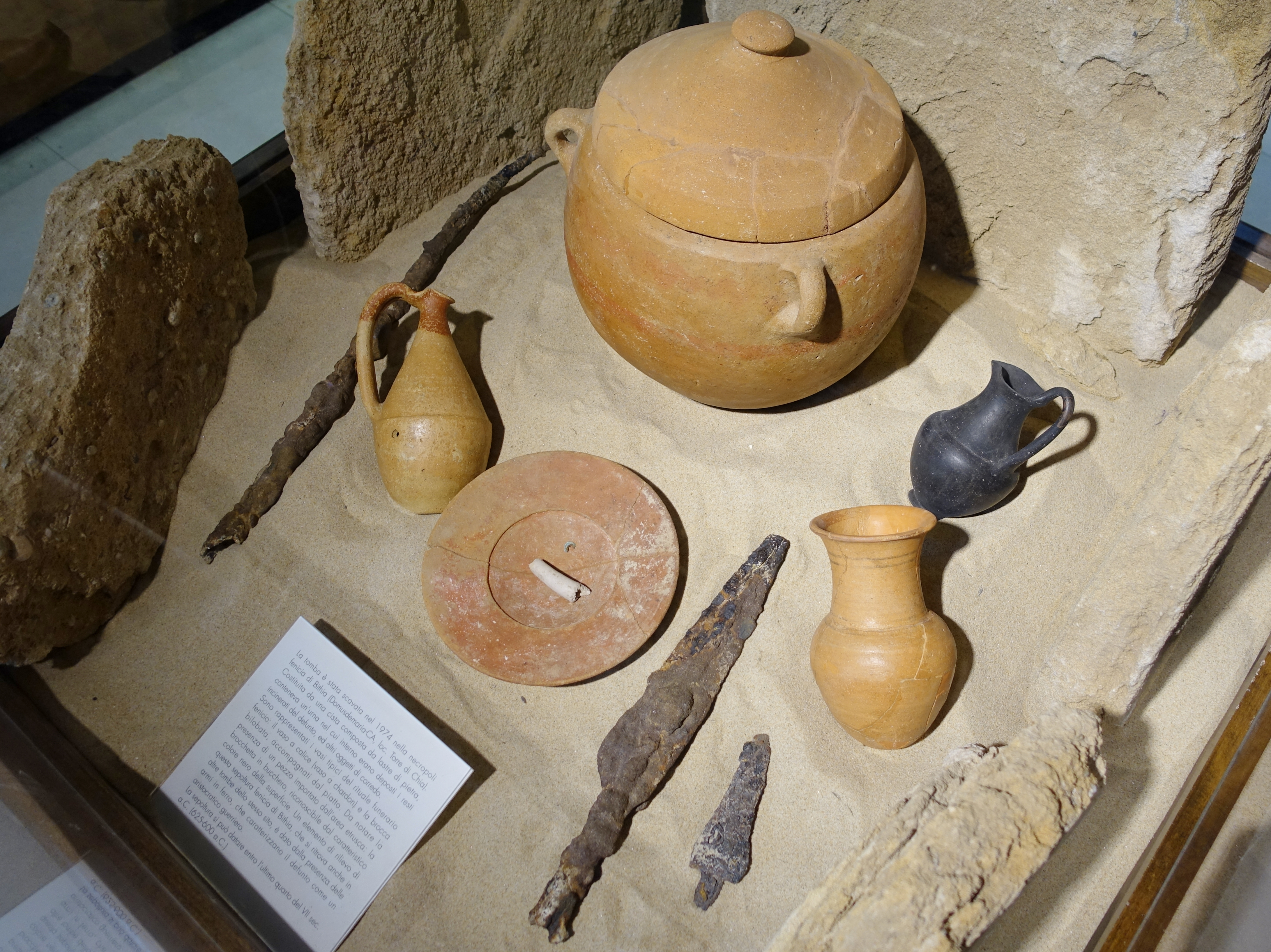
Grabbeigaben der Nekropole

Die Lage von Bithia konnte erst 1933 von Antonio Taramelli anhand der neopunischen Inschrift Byt’n (vokalisiert Bitan) am Tempel des Gottes Bes unterhalb des Torre di Chia identifiziert werden, die aus der Zeit des römischen Kaisers Caracalla stammt. Zuvor hatte 1926 das Meer bei einem Sturm Teile der phönizisch-punischen Nekropole westlich des Turmes am heutigen Strand von Sa Colonia freigelegt. Landwirte fanden beträchtliche Mengen an Artefakten des Altertums.
Nachdem zunächst der Eigentümer des Gebietes, Graf Piercy di Alliata, selbst Ausgrabungen vornahm, teilte er die Entdeckung der Soprintendenza alle Antichità mit, die von Antonio Taramelli geleitet wurde. Von 1928 bis 1932 fanden erste Untersuchungen der westlichen Nekropole statt. Daneben wurde nördlich des Torre di Chia ein Teil der römischen Siedlung und der Bes-Tempel entdeckt, in dem eine Statue des Gottes aus spätpunischer Zeit gefunden wurde, die sich heute im Museum in Cagliari befindet.
Anfang der 1950er Jahre fanden weitere Ausgrabungen unter der Leitung von Gennaro Pesce statt, der in seinen Publikationen auch die Untersuchungen Taramellis einbezog. Weitere Arbeiten in Bithia erfolgten durch Michel Gras, Gianni Tore und Ferruccio Barreca. Im Jahr 1964 erfolgte eine Erkundung des Territoriums (Survey) in Zusammenarbeit von Giuseppe Lai, Vittorio Pispisa und Antonio Zara. Sie untersuchten dabei die archäologischen Hinterlassenschaften auf der kleinen Insel Su Cardolinu östlich des Torre di Chia.
Wegen des Baus einer Wohnanlage kam es 1974 zu einer Notgrabung am Strand von Sa Colonia unter Giuseppe Lai. Dieser schlossen sich von 1976 bis 1983 mehrere Grabungskampagnen in der phönizisch-punischen Nekropole durch die Soprintendenza Archeologica der Provinzen Cagliari und Oristano unter der Leitung von Antonio Zara an. Sie führten zur Identifizierung von über 200 Bestattungen hinter dem Strandbereich.

## Geschichte

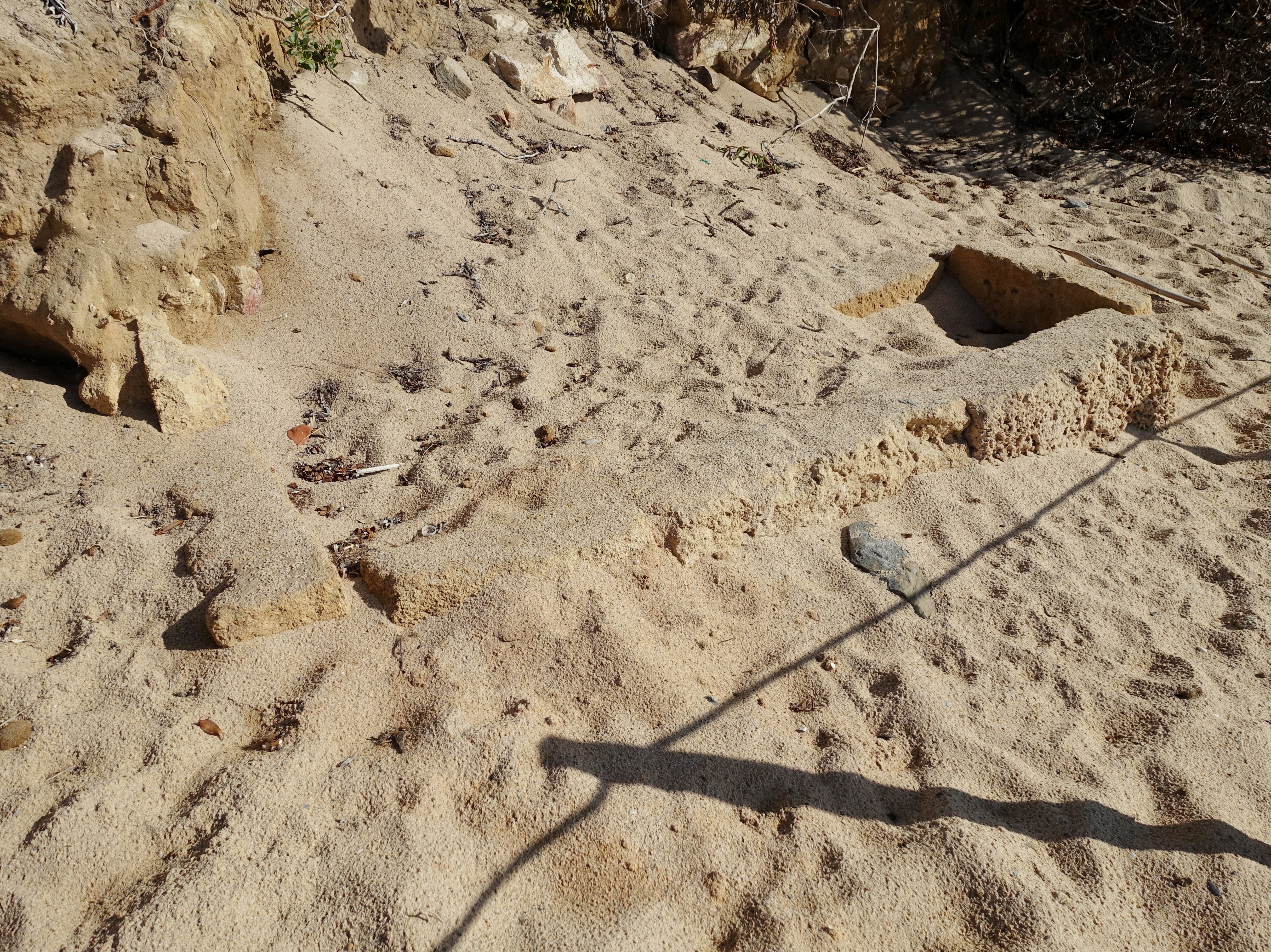
„Kastenartiges“ Grab am Strand Spiaggia della Colonia

Das Gebiet der Siedlung Chia, an deren Küste Bithia lag, war bereits während der Nuraghenkultur von Menschen besiedelt. Darauf weisen vorgeschichtliche Bauten wie die Nuraghenanlage Su Nuraxi de Baccu Idda hin, die sich etwa 1,8 Kilometer von der Küste entfernt im Inselinneren befindet. Ab 1000 v. Chr. landeten immer häufiger phönizische Schiffe auf ihren Handelswegen im westlichen Mittelmeer an den Küsten Sardiniens, zunächst zum Schutz vor Unwettern oder um zu übernachten. Mit Erlaubnis der einheimischen Stammesführer entstanden erste Niederlassungen, von denen Karalis (Cagliari), Nora, Bithia, Sulki, Tharros, Bosa, Turris (Porto Torres) und Olbia die wichtigsten waren. Sie wurden schnell zu bedeutenden Handelsplätzen der Phönizier, die auch mit den nuraghischen Sarden Waren austauschten.

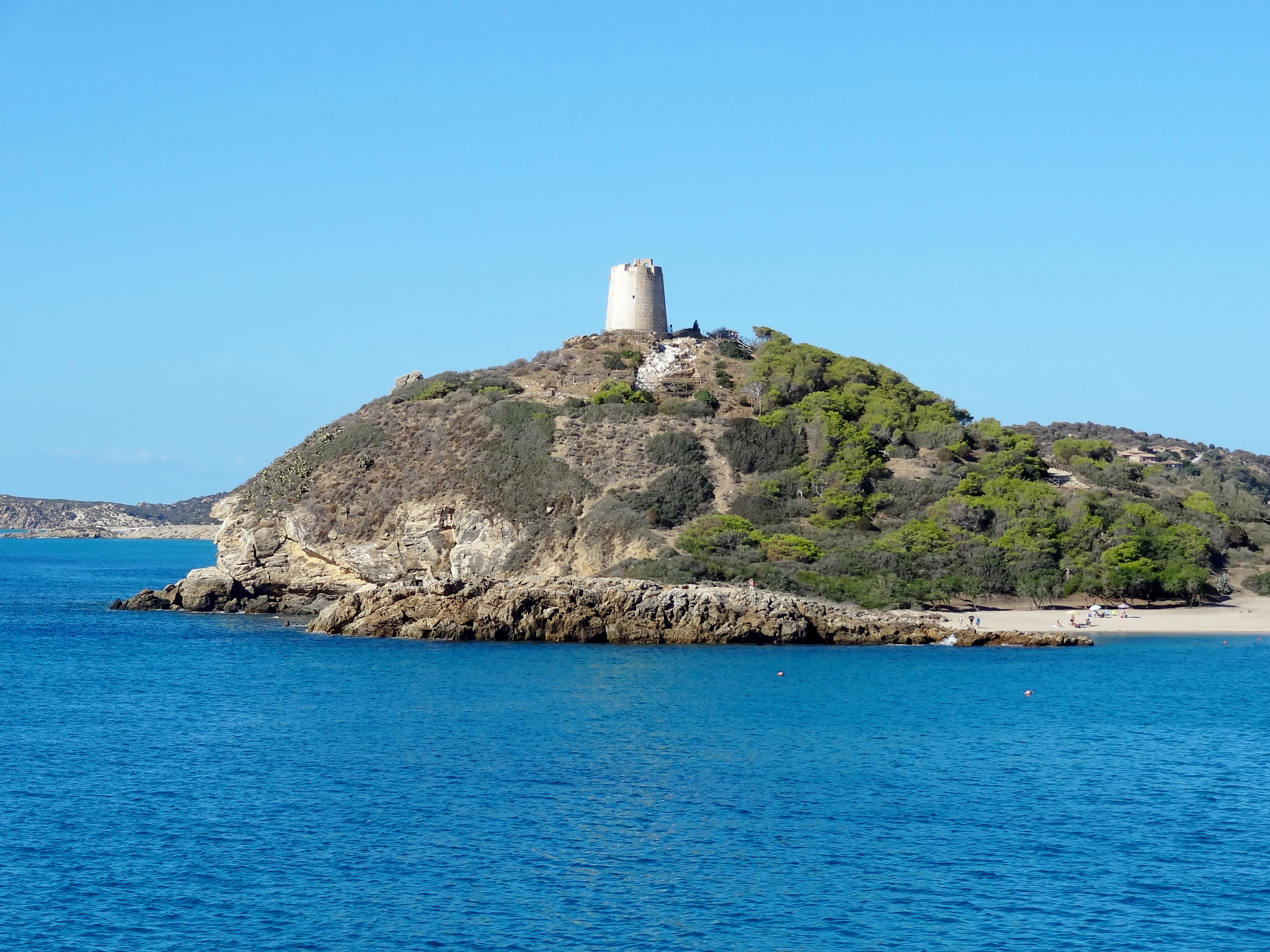
Vorgebirge mit Torre di Chia

Die Gründung des phönizischen Bithia reicht bis in das letzte Viertel des 8. Jahrhunderts v. Chr. zurück, als eine erste Ansiedlung auf dem Vorgebirge des Torre di Chia entstand. Aus dieser Zeit stammen die ältesten Funde, einschließlich einer etruskischen Doppelspirale. Ausschlaggebend für die Wahl des Standortes war die Existenz eines isolierten, vom Meer umschlossenen Hügels an einer Flussmündung. Er war gut zu verteidigen und der Fluss bot eine gute Landungsmöglichkeit für Schiffe sowie einen Zugang ins Inselinnere.

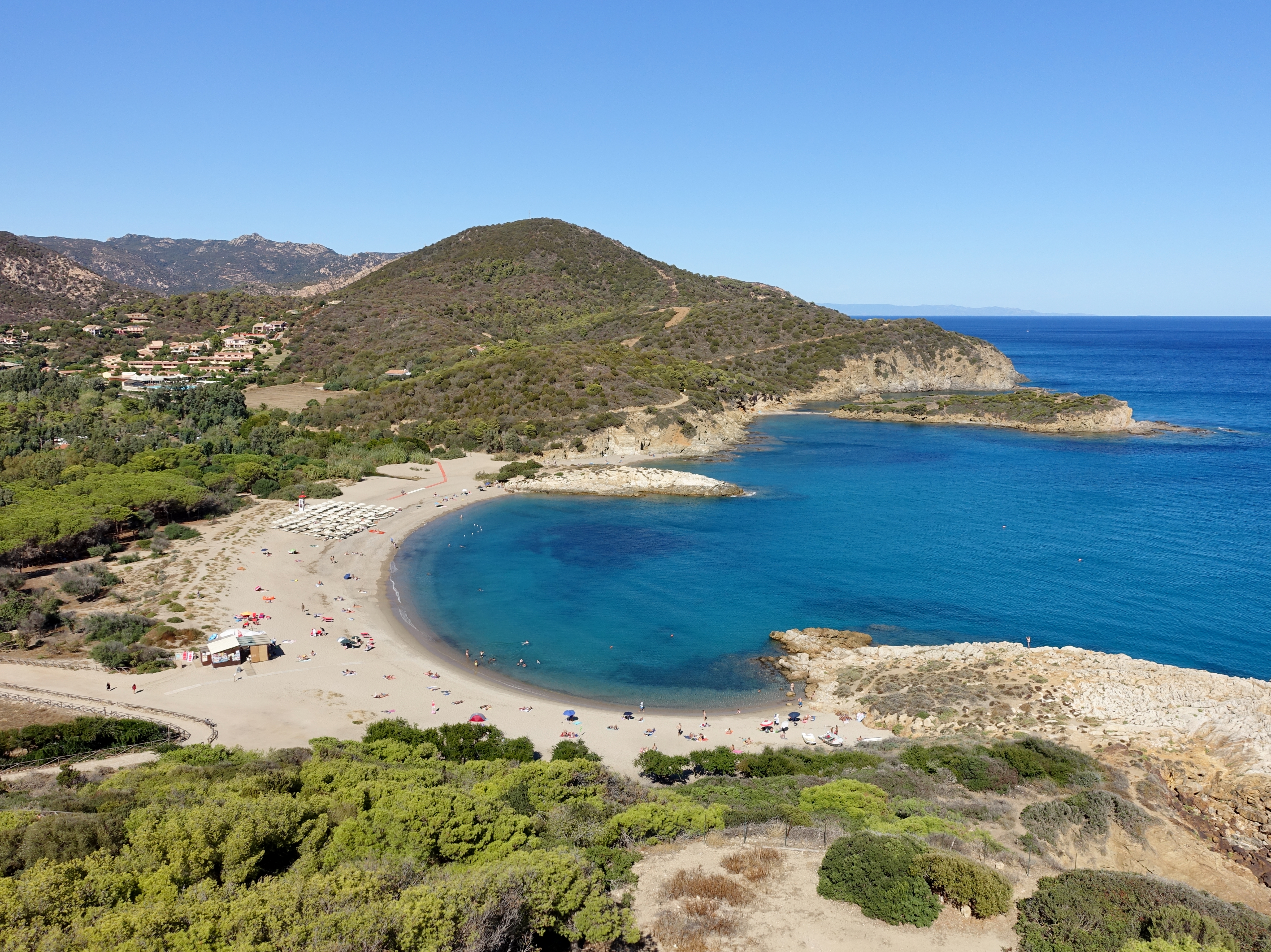
Strand Spiaggia Su Portu mit Flussmündung im östlichen Bereich und Insel Su Cardolinu

Da die Entwicklung der Siedlung eng mit dem Hafen an der Flussmündung des Strandes Spiaggia Su Portu verbunden war, ist es wahrscheinlich, aber nicht nachweisbar, dass er schon während der ersten Kolonisierungsphase entstand. Einige nuraghische Gräber der Nekropole deuten auf enge Kontakte zur einheimischen Bevölkerung hin. Eine größere Anzahl neuer Einwohner ließ sich in der zweiten Hälfte des 7. Jahrhunderts v. Chr. in Bithia nieder, deren Nekropole etwas weiter entfernt vom Torre de Chia lag. Waffen als Grabbeigaben zeugen von der Anwesenheit von Kriegern. Häufige Konflikte zwischen den Kolonisten und den einheimischen Nuraghern sind daraus jedoch nicht abzuleiten.

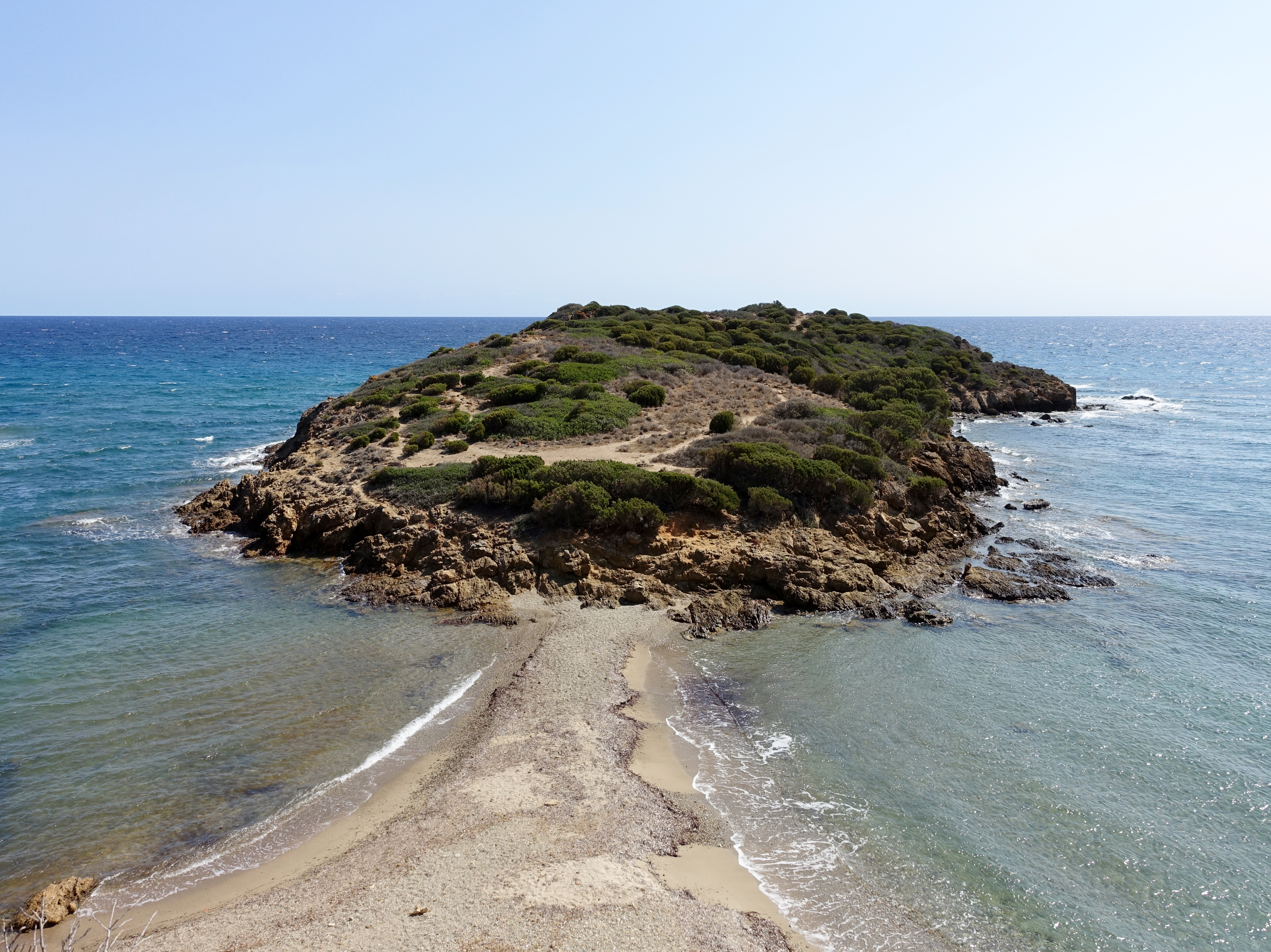
Insel Su Cardolinu mit Sandbank als Zugang

Im letzten Viertel des 7. Jahrhunderts v. Chr. entstand auf der östlich der Flussmündung befindlichen, unmittelbar der Küste vorgelagerten Insel Su Cardolinu ein Tofet, ein Heiligtum unter freiem Himmel. Hier wurden in Tontöpfen eingeäscherte Überreste von Totgeburten oder in den ersten Lebensjahren verstorbener Kinder in Felsspalten beigesetzt. Die Urnentöpfe bedeckte man mit einem Teller oder einer Schale und schützte sie mittels Steinplatten. Diese Praxis der Kindesbestattungen endete mit der punischen Eroberung Bithias, die in die zweite Hälfte des 6. Jahrhunderts v. Chr. datiert wird.
Von 540 bis 510 v. Chr. versuchte die nordafrikanische Handelsmetropole Karthago Sardinien unter ihre Kontrolle zu bekommen. In dieser Zeit kam es zu Auseinandersetzungen zwischen den immer zahlreicheren phönizischen Kolonisten und den einheimischen Nuraghern. Der Eroberung Bithias durch die Punier folgte eine vorübergehende Besetzung des Territoriums. Dies manifestiert sich in einigen typisch nordafrikanischen, sogenannten „kastenartigen“ Gräbern aus großen Steinen. Das Herrschaftsgebiet der Punier konzentrierte sich vornehmlich auf den Süden und Westen Sardiniens. Der unbesetzte gebirgige Nordosten der Insel wurde später Barbària oder Barbagia genannt. Die numerisch nicht sehr bedeutsame punische Präsenz in Bithia dauerte bis ins zweite Viertel des 5. Jahrhunderts v. Chr. Aus der Mitte des Jahrhunderts sind keine Grabstätten oder anderen Hinterlassenschaften bekannt, was für die Anwesenheit von nur wenigen Bewohnern oder eine Aufgabe der Siedlung spricht.

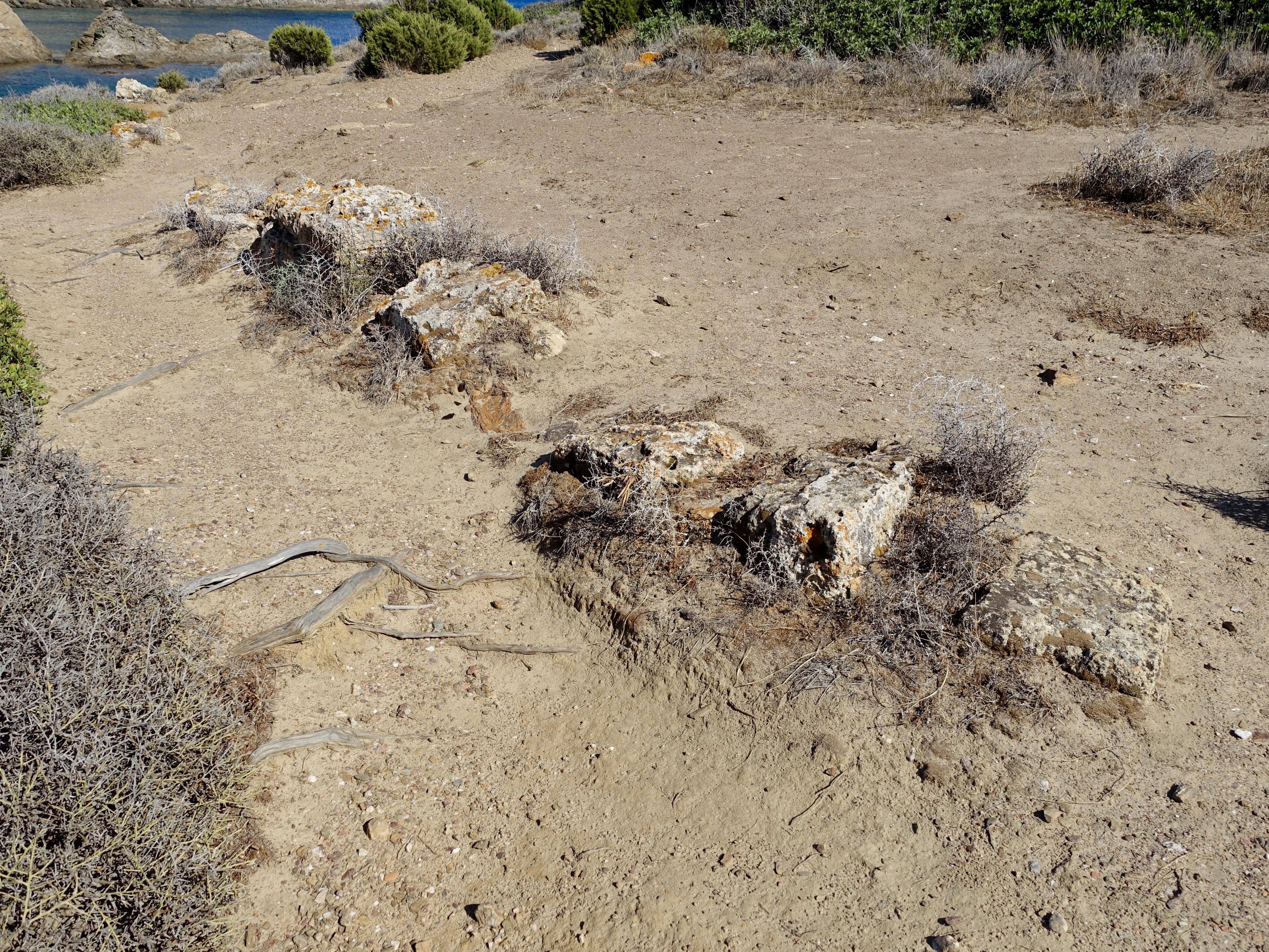
Reste des Peribolos

Nach und nach kam es zu einer punischen Wiederbesiedlung aus Nordafrika. Auf Su Cardolino entstand in der ersten Hälfte des 4. Jahrhunderts v. Chr. an der Stelle des phönizischen Tofets ein Heiligtum mit Peribolos. Die Überreste dieser Bauten sind auf der Nordwestseite bzw. am Nordende der Insel zu erkennen. Einer Struktur in der Mitte Su Cardolinos sieht man ihre menschliche Bearbeitung kaum noch an. Hingegen wird die Küstenstraße von Karalis und Nora über Bithia nach Tegula und Sulki, die nördlich an der Insel vorbeiführte, heute noch auf dem Abschnitt von Pinus Village nach Chia als Wander- und Radweg genutzt. Sie ist als strada romana bekannt, da sie in römischer Zeit ausgebaut wurde.
Die Zeit vom 6. bis zum 4. Jahrhundert v. Chr. war geprägt vom Konflikt Karthagos mit den griechischen Kolonien im westlichen Mittelmeer, wie Massalia (Μασσαλία), Nikaia (Νίκαια), Alalia (Ἀλαλίη) und Syrakus (Συρακοῦσαι). Bei der Seeschlacht von Alalia (zwischen 540 und 535 v. Chr.) waren die Punier mit den Etruskern vom italienischen Festland verbündet. Nach mehreren Niederlagen im 5. Jahrhundert v. Chr., sowohl Karthagos auf Sizilien als auch der Etrusker auf dem Festland, kam es in mehreren Verträgen (siehe erster, zweiter und dritter karthagisch-römischer Vertrag) zu einer Abgrenzung der Interessensphären zwischen Karthago und der aufstrebenden römischen Republik. Ein Konflikt in Sizilien führte jedoch zum ersten punischen Krieg, der mit der Niederlage Karthagos endete und einschließlich des sich anschließenden Söldnerkrieges die Stadt erheblich schwächte. Dies ermöglichte es den Römern 238 v. Chr. neben Korsika auch Sardinien zu besetzen. Karthago gab die Insel auf und wurde nach zwei weiteren Kriegen gegen Rom 146 v. Chr. zerstört.

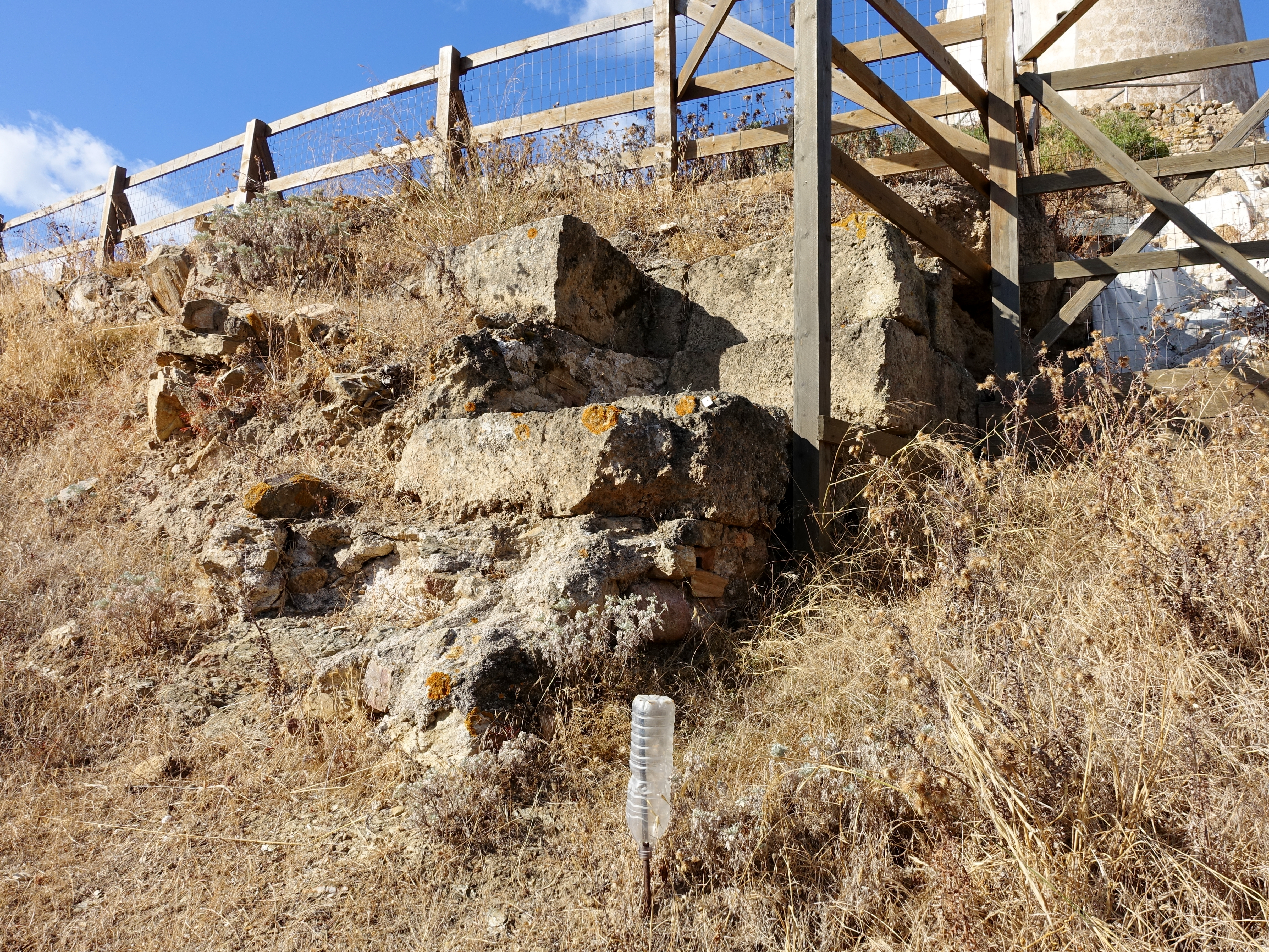
Mauerreste der Akropolis

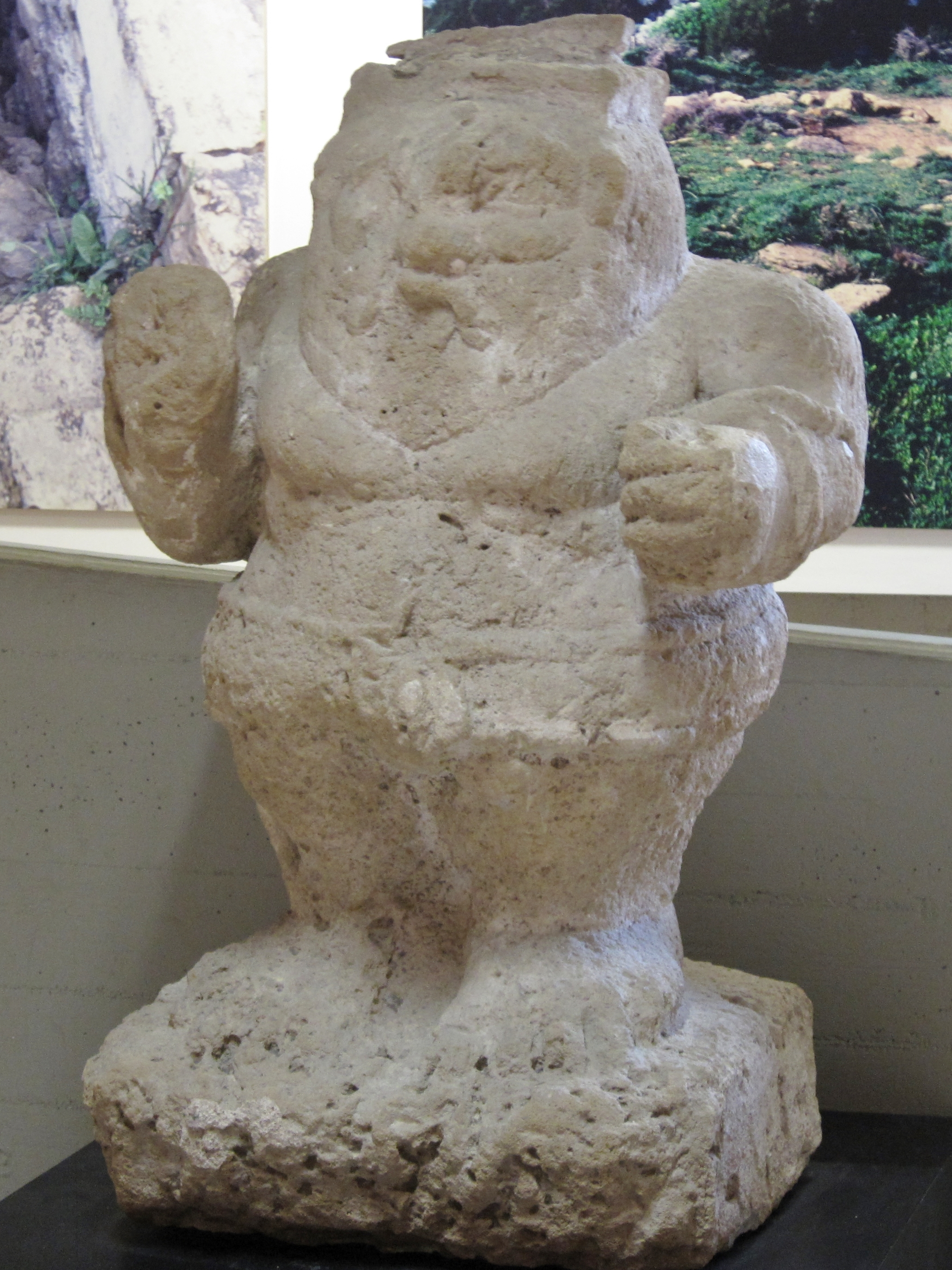
Bes-Statue aus Bithia

Anders als die Städte Caralis, Nora und Sulci scheint Bithia in der römischen Provinz Sardinia et Corsica keine große Bedeutung erlangt zu haben. Teile der römischen Siedlung wurden an den nordwestlichen Hängen des Hügels entdeckt, auf dem heute der Torre di Chia auf den Resten der Akropolis von Bithia steht. Sie werden auf das 3. und 4. Jahrhundert n. Chr. datiert. Selbst aus diesem Bereich sind nur 8 % der Fragmente als römisch identifiziert, gegenüber 58 % als phönizisch-punisch (bei 24 % nichtidentifizierten und 10 % gemischten Funden). Hier stand auch der Tempel des Bes, dessen spätpunische Gottesstatue und neopunische Inschrift aus der Zeit des römischen Kaisers Caracalla (211–217 n. Chr.) auf eine weitere Anwesenheit von Puniern in Bithia unter der Herrschaft Roms weist. Der Ort scheint eine gewisse Autonomie besessen zu haben und von Sufeten in punischer Tradition regiert worden zu sein.
Der Niedergang Bithias ging einher mit dem Niedergang des Römischen Reiches. Ende des 4. Jahrhunderts oder in den frühen Jahren des 5. Jahrhunderts n. Chr. verschlechterten sich erst nach und nach, dann sehr schnell die wirtschaftlichen Strukturen. Nach der Plünderung Roms im Jahr 455 besetzten die Vandalen 456 Caralis und die übrigen sardischen Küstenstädte. Ob Bithia zu dieser Zeit noch bestand, kann nicht mehr nachvollzogen werden. Im 16. Jahrhundert dienten die Kalkstein-Blöcke der Akropolis Bithias zur Errichtung des Torre di Chia zum Schutz der Küste Sardiniens vor Piratenangriffen aus den Barbareskenstaaten Nordafrikas. Heute ist die Siedlung Chia auf dem Standort des alten Bithia ein Urlaubsort, in dem es kaum Hinweise auf die Besiedlung im Altertum gibt.

Archäologische Stätte von Bithia
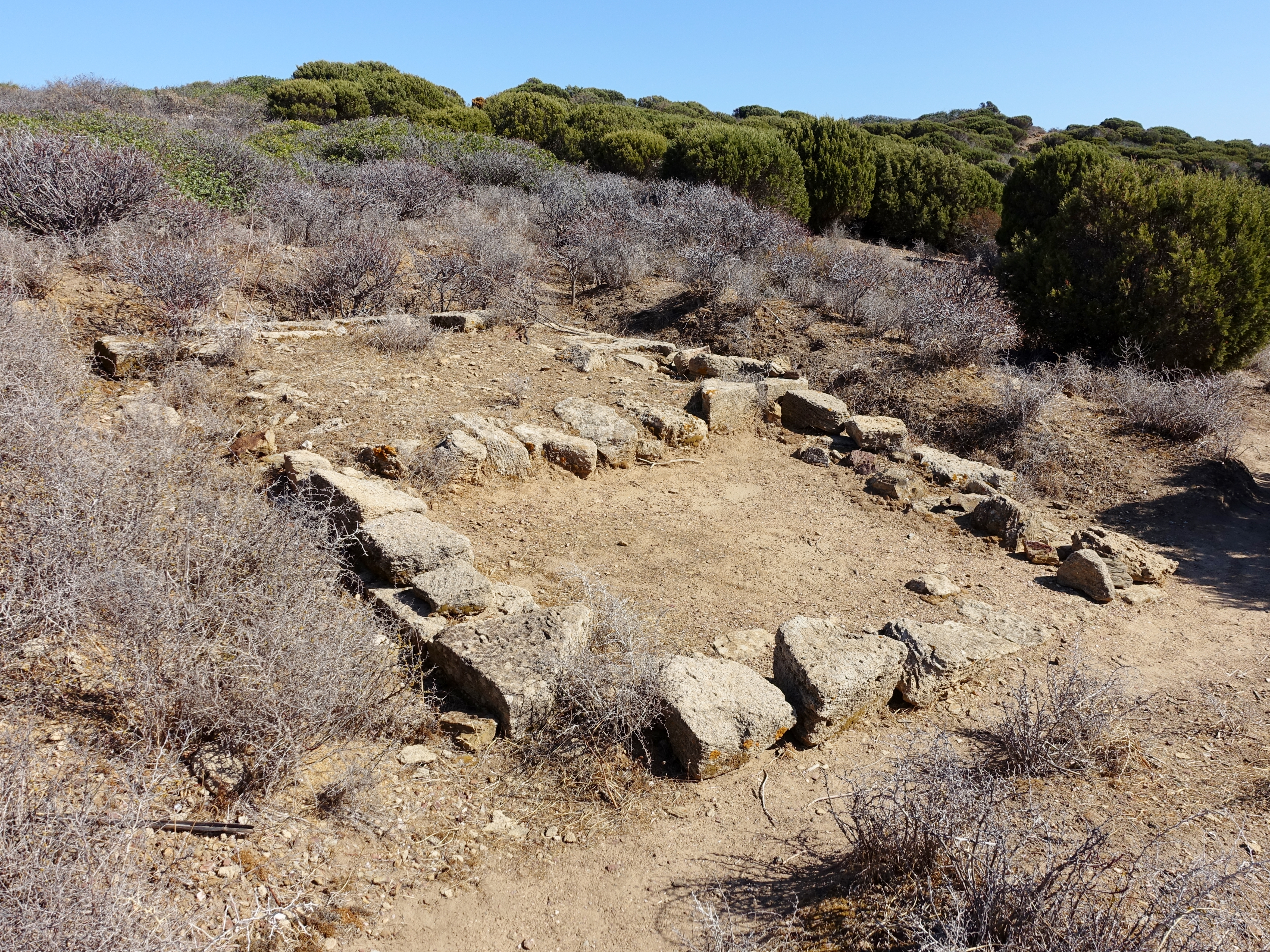
„Kapelle“ auf Su Cardolinu
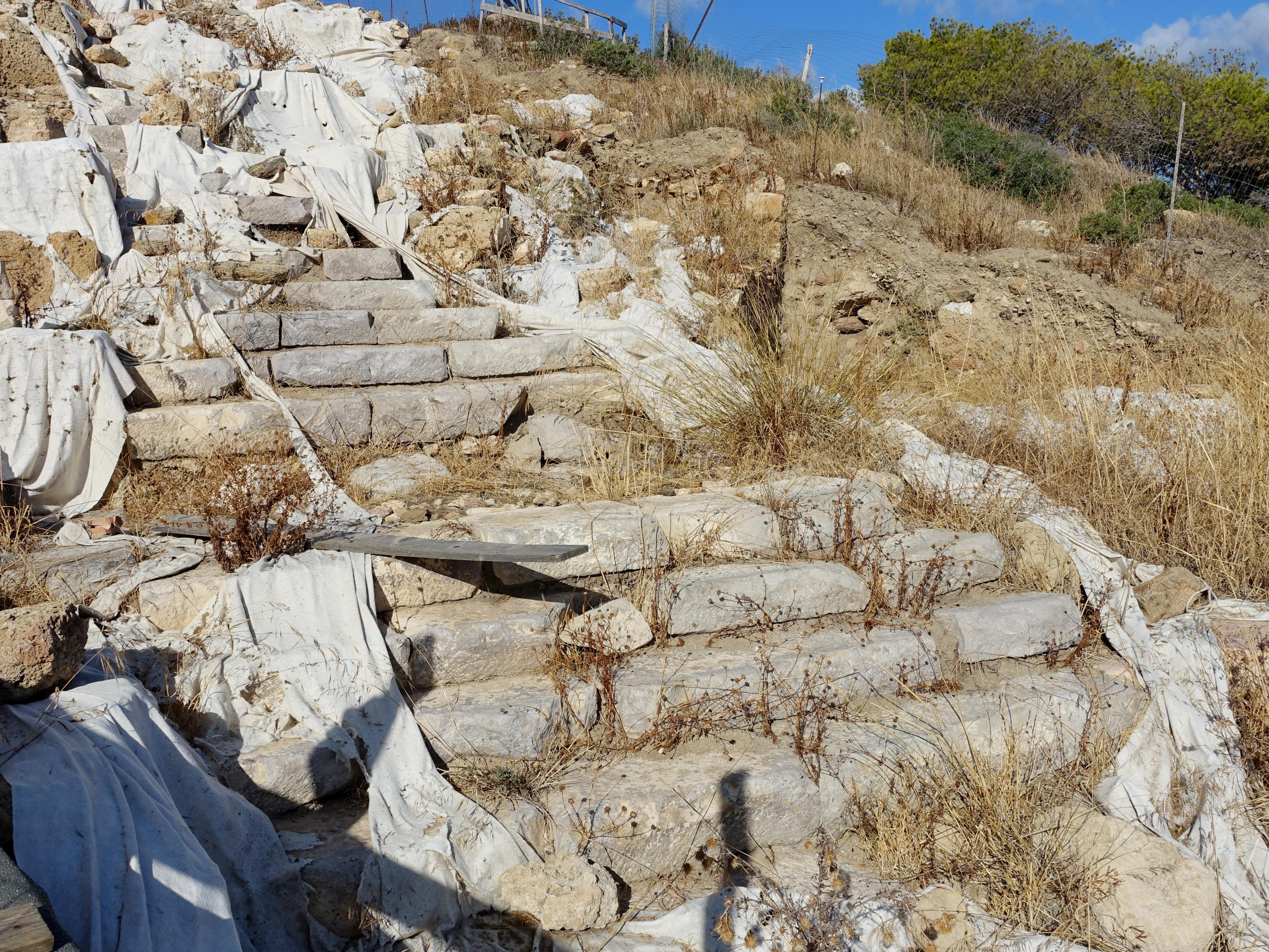
Treppe der Akropolis
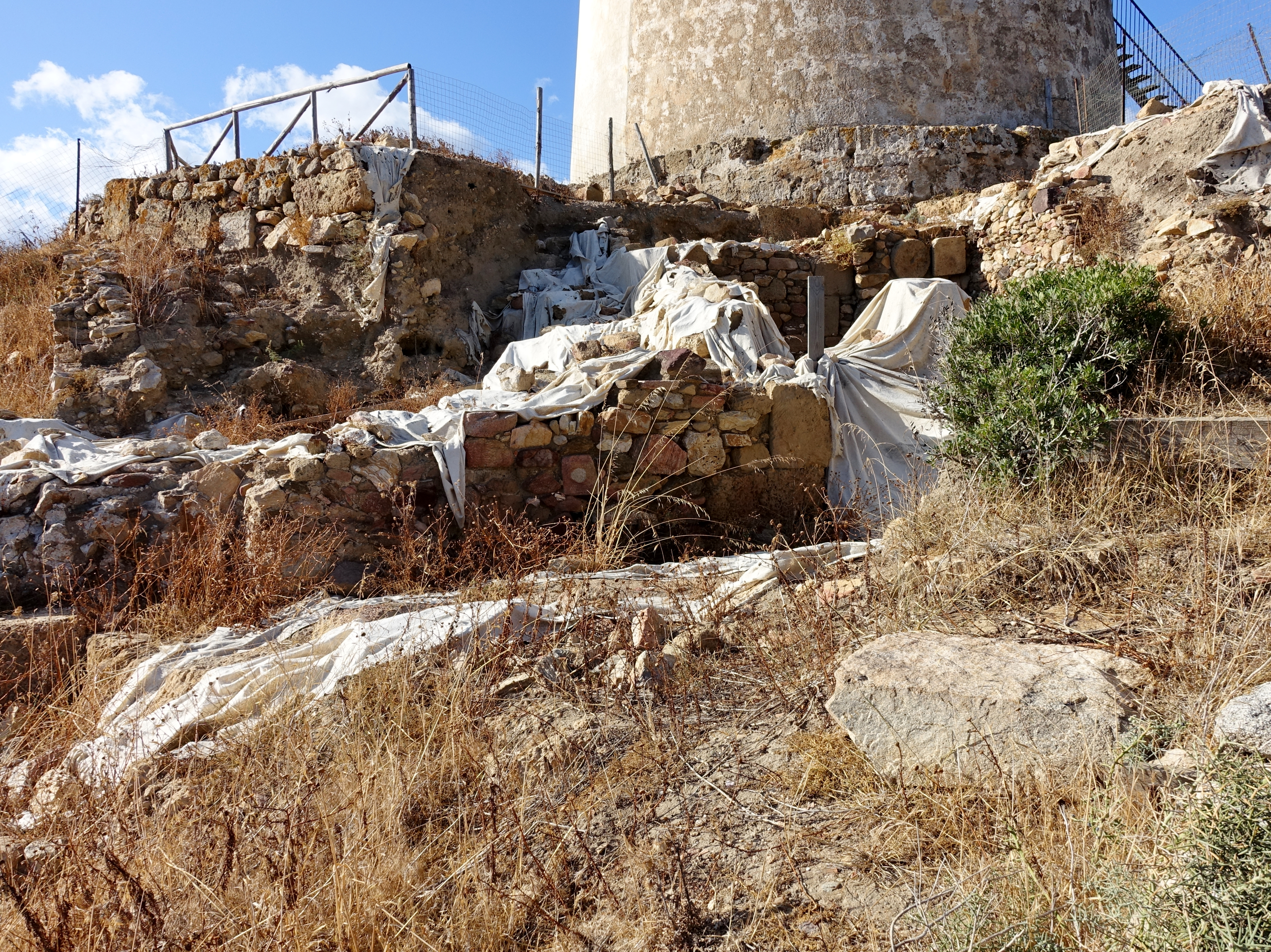
Mauern der Akropolis
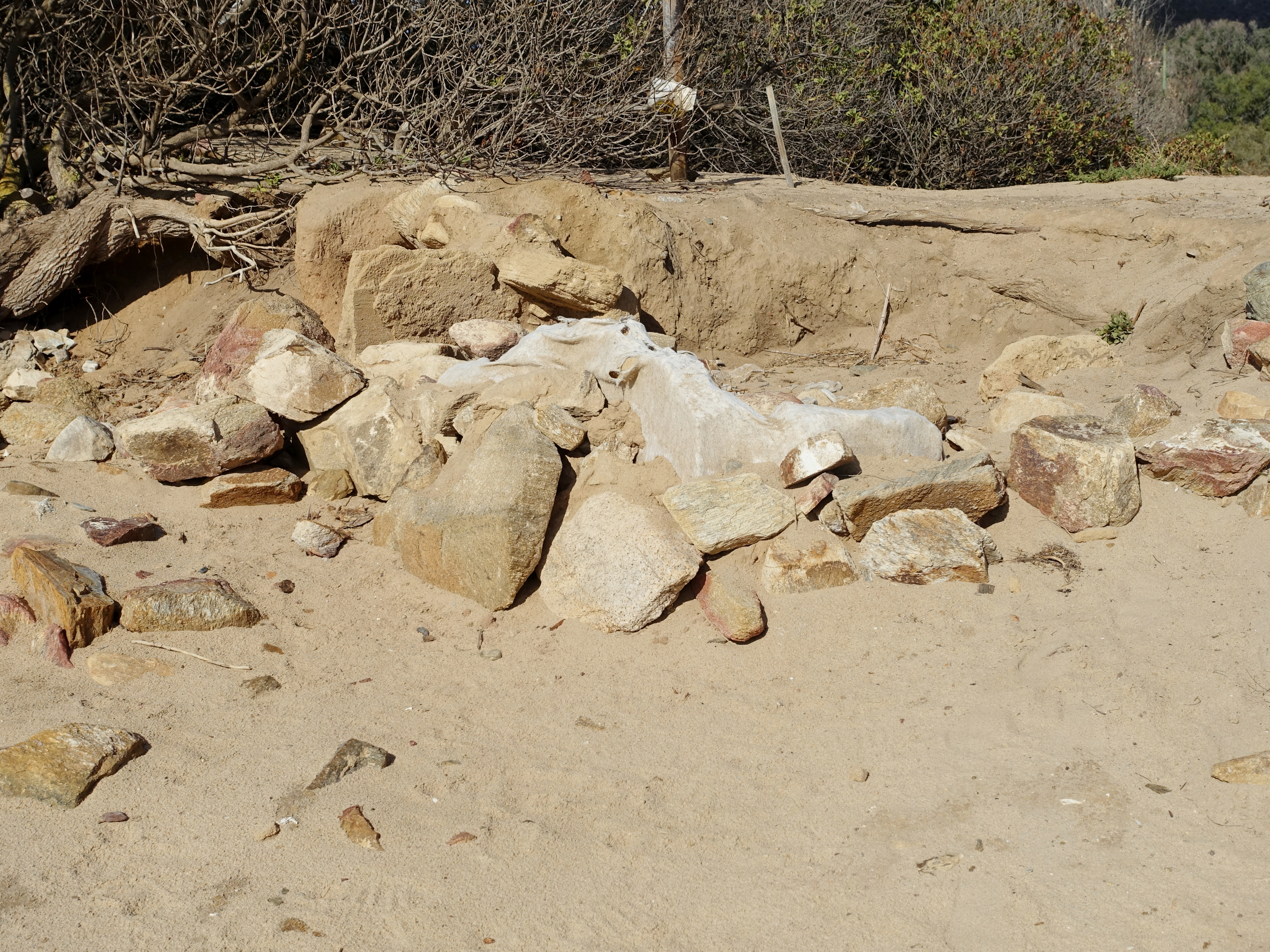
Teile der Nekropole

## Literatur

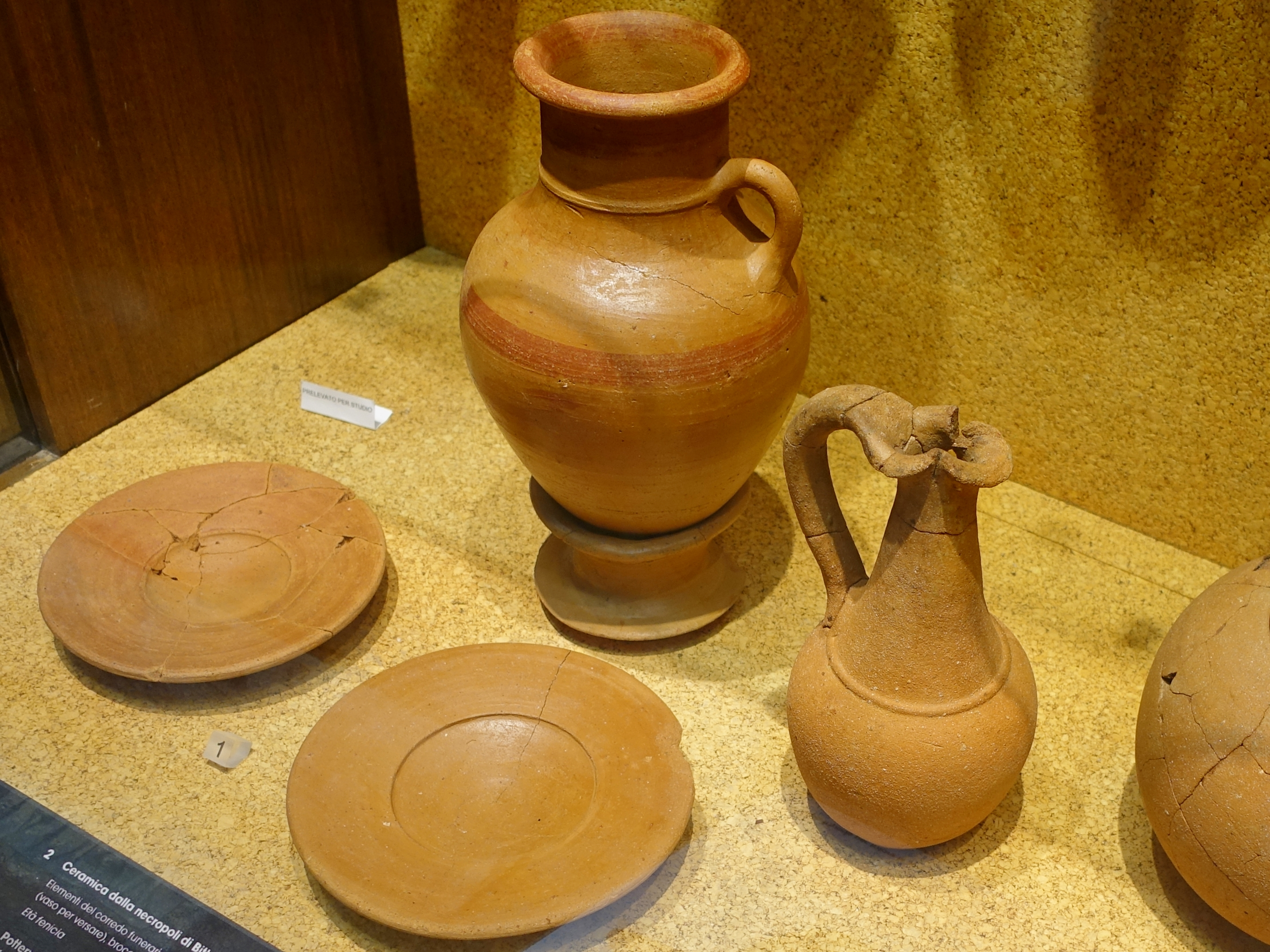
Phönizische Keramik aus der Nekropole von Bithia